# یونکرس یو ۱۶۰
یونکرس ۱۶۰ (به انگلیسی: Junkers Ju 160) یک هواگرد ساختِ کارخانهٔ یونکرس در کشور آلمان است. نخستین استفاده‌کنندهٔ این هواپیما دویچه لوفت هانزا بوده‌است. این هواگرد برای نخستین بار در ۳۰ ژانویه ۱۹۳۴ میلادی مورد استفاده قرار گرفت.

## 1 طراحی و توسعه
Ju 60 قبلی که Ju 160 از آن ساخته شد به اندازه کافی سریع نبود که بتواند با Heinkel He 70 رقابت کند و فقط در حدود سه مورد توسط دویچه لوفت هانزا در 6 دوره تا 1933 مورد استفاده قرار گرفت. Ju 160 از نظر آیرودینامیکی تمیز می شد و از موتور قدرتمندتری برخوردار بود و این ترکیب باعث سرعت آن در حدود 72 کیلومتر در ساعت (45 مایل در ساعت) می شود. مانند Ju 60 و طبق سنت یونکرز ، Ju 160 یک طرح کنسولی کم بال بود ، بالها در اطراف اسپارهای دورالومین دوقلو ساخته می شدند و با ورق دورالومین پوشانده می شدند. برای اولین بار ، یک هواپیمای Junkers از پوست کاملاً نرم استفاده کرد. Ju 60 دارای بدنه ای با پوست صاف بود اما دارای سطوح سنتی پرواز موج دار بود. عملکرد بهبود یافته Ju 160 تا حدی به دلیل این تغییر پوست بود. شکل پلان نیز اصلاح شد تا فقط در لبه جلو مخروطی باشد. لبه عقب دارای "بال دوتایی" معمولی یونکرز است ، یک آرایش فلر با قابلیت تنظیم عرض با عرض کامل.
سایر پیشرفت های آیرودینامیکی شامل محفظه کابین خلبان است که بهتر به بدنه وارد می شود و یک زیربنای کاملاً اصلاح شده که اکنون به سمت داخل بال بال جمع می شود ، چرخ ها کاملاً محصور شده بودند. در زیر رکاب Ju 60 چرخ ها را به حالت عقب کشیده و به حالت داگلاس DC-3 بیرون زد. سرانجام ، قدرت با یک موتور شعاعی BMW 132E 490 کیلووات (660 اسب بخار) 10 درصد افزایش یافت.
صندلی برای شش مسافر در دو جفت رو به جلو و یک جفت عقب بود. خدمه ، خلبان و اپراتور رادیویی پشت سر هم در یک کابین خلبان محصور با پدال های سکان ، ستون کنترل تاشو و صندلی برای خلبان دوم و تخته خواب گذاشته شد.
اولین نمونه اولیه Ju 160 V1 ، D-UNOR ، از خط ساخت Ju 60 گرفته شد و اولین بار در ژانویه 1934 پرواز کرد. لوفت هانزا از آن در آزمایشات استفاده کرد و تعدادی از نمونه های اولیه (V3) از جمله تغییرات ایجاد شد. آکورد پهن تر ، سکان عمیق کمتر و چرخ عقب دارای عملکرد مناسب به همراه تغییرات جزئی در. اولین سری تولیدات مدنی Ju 160 A-0 تعیین شد. نمونه اولیه V2 برای نسخه نظامی بود.

## 2 تاریخچه عملیاتی
از جمله نمونه های اولیه ، 47 Ju 160 تولید شد. لوفت هانزا با دریافت 21 هواپیمای تولیدی ، اپراتور اصلی تجاری بود. آنها فقط در سال 1935 در 13 مسیر داخلی در حال اجرا بودند و برای مثال در مسیر سریع بین برلین و وین تا سال 1941 در خدمت بودند.
یکی از این 21 هواپیما در ابتدا توسط شرکت تابعه لوفت هانزا ، اوراسیا اداره می شد. این هواپیما در شانگهای سقوط کرد و پس از تعمیرات به آلمان و لوفت هانزا منتقل شد. 11 دستگاه اول لوفت هانزا Ju 160 A-0 بود که در سال 1935 ثبت شد و پس از آن 10 دستگاه D-0 در سال 1936 ثبت شد. نسخه D-0 دارای پنجره های کابین خلبان بزرگتر و سایر تجهیزات راحتی خدمه بود. ويزر فلوگباو از هواپيماي سابق لوفت هانزا استفاده كرد. دو دستگاه در ثبت احوال منچوریان ظاهر شدند ، یکی از آنها قبلاً در آلمان ثبت شده بود ، دیگری مستقیم فروخته شد.
موسسه تحقیقات هوایی آلمان (Deutsche Versuchsanstalt fur Luftfahrt e.V) چهار ژوئیه 160 را اداره کرد. پنج نفر دیگر در مرکز تحقیقات پرواز (E-Stelle) در Travemünde فعالیت داشتند. هواپیماهای باقیمانده بیشتر نسخه های نظامی بودند. سرانجام بیشتر غیرنظامیان غیرنظامی Ju 160s در آلمان تحت تأثیر خدمات لوفت وافه قرار گرفتند. به نظر می رسد که هواپیمای منچوریان در ژاپن به پایان رسیده است.

## 3 استفاده کنندگان
آلمان نازی
- دویچه لوفت هانزا

- لوفت وافه

 ژاپن
- خدمات هوایی نیروی دریایی سلطنتی ژاپن

## 4 مشخصات فنی
داده های هواپیماهای آلمانی جنگ جهانی دوم
مشخصات عمومی
- خدمه :2
- ظرفیت: 6 نفر
- طول: 12 متر (39 فوت 4 اینچ)
- طول بالها: 14.32 متر (47 فوت 0 اینچ)
- ارتفاع: 4 متر (13 فوت 1 اینچ)
- مساحت بال: 34.8 متر مربع (375 فوت مربع)
- وزن خالی: 2320 کیلوگرم (5115 پوند)
- نیروگاه: موتور پیستون شعاعی 9 سیلندر خنک کننده 1 × BMW 132A ، 490 کیلووات (660 اسب بخار)
- ملخ: پروانه پیچ متغیر 2 پره

کارایی
- حداکثر سرعت: 340 کیلومتر در ساعت (210 مایل در ساعت ، 180 کیلوگرم)
- سرعت سفر دریایی: 315 کیلومتر در ساعت (196 مایل در ساعت ، 170 کیلوگرم)
- برد: 1200 کیلومتر (750 مایل ، 650 نانومتر) در 1900 متر (6،234 فوت)
- استقامت: 3 ساعت و 12 دقیقه
- سقف سرویس: 5200 متر (17100 فوت)
- بارگذاری بال: 66.7 کیلوگرم در متر مربع (13.7 پوند / فوت فوت)
- توان / جرم: 0.14 کیلووات بر کیلوگرم (0.085 اسب بخار در پوند)